# Jean-Pierre Sauvage
Jean-Pierre Sauvage (n. 21 octombrie 1944, Paris, Franța) este un chimist francez, specialist în chimie supramoleculară.
Este laureat al Premiului Nobel pentru Chimie în 2016, împreună cu Fraser Stoddart și Bernard L. Feringa.